# Attacco (sci)
L'attacco è uno strumento che aggancia la calzatura dello sciatore allo sci.

## Sci alpino

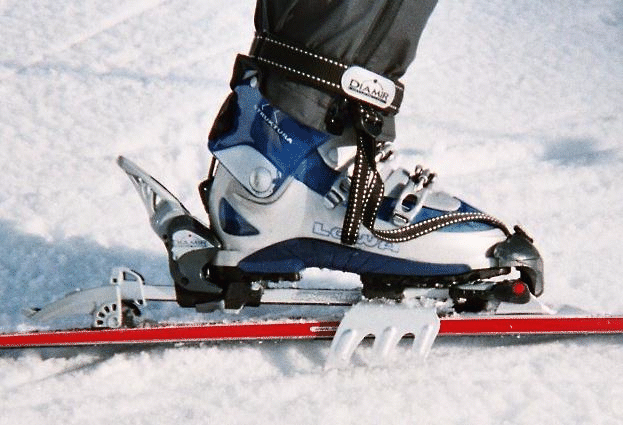
Scarpone e attacco da Sci Alpinismo, si noti il Rampant (rampone da salita)

Nell'attrezzatura da sci alpino è composto da due parti, punta e tacco, che vanno ad agganciare lo scarpone da sci. Sono composti da due molle regolabili, e attaccati tramite viti alla piastra nei modelli di fascia alta, o direttamente allo sci nei modelli di fascia più bassa.
Le molle si regolano in base a una scala chiamata DIN. Il settaggio corretto dei DIN è basato su peso, altezza, taglia scarponi, stile della sciata (principiante, media o aggressiva), età. Impostazioni errate possono creare problemi, perché lo sci potrebbe staccarsi preventivamente in seguito ad una manovra brusca, o, al contrario, non staccarsi durante una caduta e causare traumi maggiori.

## Sci nordico

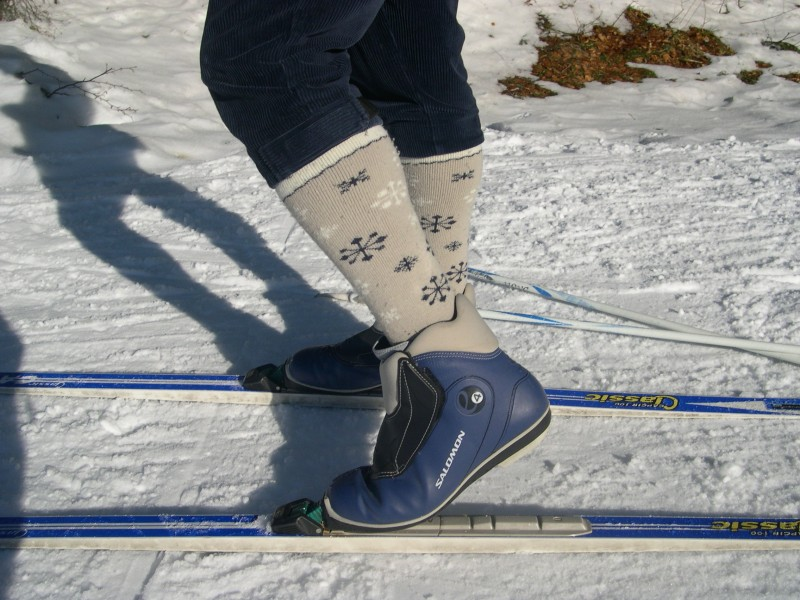
Scarpone e attacco per sci da fondo

Gli attacchi utilizzati nel telemark e nello sci nordico (sia nello sci di fondo sia nel salto con gli sci) invece lasciano libero il tallone.